# Mark Henshaw
Pour les articles homonymes, voir Henshaw.
Mark Henshaw, né en 1951 à Canberra, est un écrivain australien, auteur de roman policier.

## Biographie
Il fait des études en médecine et en musicologie. Après avoir vécu dans divers pays européens, dont le France, il est retourné vivre avec sa famille en Australie et travaille comme conservateur de la Galerie nationale d'Australie. 
Après la publication en 1988 de son premier roman, un thriller intitulé Hors de la ligne de feu (Out of the Line of Fire), il attend une douzaine d'années avant de faire paraître Dernières pensées d'un mort (Last Throughts of a Dead Man). Paru en 2014, Le Kimono de neige (The Snow Kimono) est refusé par plusieurs éditeurs avant de remporter des prix, d'être publié et de devenir un succès de librairie.
En collaboration avec John Clanchy, il a fait paraître deux romans ayant pour héros le lieutenant de police Solomon Glass.

## Œuvre

### Romans
- Out of the Line of Fire (1988) Publié en français sous le titre Hors de la ligne de feu, Paris, Christian Bourgois éditeur, 1990  (ISBN 2-267-00783-5)
- Last Thoughts of a Dead Man (1990) Publié en français sous le titre Dernières pensées d'un mort, Paris, Arcane 17, 1990 (ISBN 2-903945-36-X) édité erroné (BNF 35533691)
- The Snow Kimono (2014) Publié en français sous le titre Le Kimono de neige, Paris, Christian Bourgois éditeur, 2015  (ISBN 978-2-267-02869-0)

### Romans coécrits avec John Clanchy

#### SérieSolomon Glass
- If God Sleeps (1997) Publié en français sous le titre Si Dieu dort, Paris, Christian Bourgois éditeur, 2004  (ISBN 2-267-01728-8) ; réédition, Paris,  Gallimard, coll. « Folio policier » no 487, 2007  (ISBN 978-2-07-030663-3)
- And Hope To Die (2007) Publié en français sous le titre L'Ombre de la chute, Paris, Christian Bourgois éditeur, 2007  (ISBN 978-2-267-01954-4) ; réédition, Paris, Gallimard, coll. « Folio policier » no 569, 2009  (ISBN 978-2-07-036132-8)